# Torneo Preolímpico Sudamericano Sub-23 de 1992
El torneo de fútbol Preolímpico Sub-23 de Paraguay se realizó entre el 31 de enero y el 16 de febrero de 1992 para definir a los 2 equipos de Sudamérica que participarían en los Juegos Olímpicos de Barcelona 1992.
En el torneo participaron los diez equipos pertenecientes a la Conmebol, de los cuales consiguieron la clasificación Paraguay (campeón) y Colombia (subcampeón).

## Sede
La sede de este campeonato fue el Estadio Defensores del Chaco de Asunción.
| Asunción                     |
| ---------------------------- |
| Estadio Defensores del Chaco |
| Capacidad: 42 000            |
|                              |

## Primera fase
Leyenda: Pts: Puntos; PJ: Partidos jugados; G: Partidos ganados; E: Partidos empatados; P: Partidos perdidos; GF: Goles a favor; GC: Goles en contra; DG: Diferencia de goles.

### Grupo A
| Equipo    | Ptos. | PJ | PG | PE | PP | GF | GC | Dif. |
| --------- | ----- | -- | -- | -- | -- | -- | -- | ---- |
| Colombia  | 7     | 4  | 3  | 1  | 0  | 10 | 1  | +9   |
| Paraguay  | 5     | 4  | 2  | 1  | 1  | 8  | 2  | +6   |
| Brasil    | 5     | 4  | 2  | 1  | 1  | 4  | 4  | 0    |
| Perú      | 2     | 4  | 1  | 0  | 3  | 6  | 13 | –7   |
| Venezuela | 1     | 4  | 0  | 1  | 3  | 1  | 9  | –8   |

| 31 de enero de 1992 | Paraguay                  | 1:0 | Venezuela | Estadio Defensores del Chaco, Asunción, |                          |
|                     | Carlos Gamarra 89' (pen.) |     |           | Árbitro(s): Jorge Nieves                | Árbitro(s): Jorge Nieves |

| 1 de febrero de 1992 | Brasil                 | 2:1 | Perú              | Estadio Defensores del Chaco, Asunción, |                              |
|                      | Giovane Élber 52', 63' |     | 80' Pablo Zegarra | Árbitro(s): Javier Castrilli            | Árbitro(s): Javier Castrilli |

| 3 de febrero de 1992 | Brasil           | 1:0 | Paraguay | Estadio Defensores del Chaco, Asunción, |                                |
|                      | Márcio Santos 7' |     |          | Árbitro(s): Francisco Lamolina          | Árbitro(s): Francisco Lamolina |

| 3 de febrero de 1992 | Colombia                                                        | 4:1 | Perú               | Estadio Defensores del Chaco, Asunción, |                           |
|                      | John Lozano 8' · Iván Valenciano 15' 61' · Gustavo Restrepo 83' |     | 53' Flavio Maestri | Árbitro(s): Alfredo Rodas               | Árbitro(s): Alfredo Rodas |

| 5 de febrero de 1992 | Perú                                               | 3:0     | Venezuela | Estadio Defensores del Chaco, Asunción, |                                 |
|                      | Pablo Zegarra 15', 18' (pen.) · Flavio Maestri 20' | Reporte |           | Árbitro(s): Eduardo Dluzniewski         | Árbitro(s): Eduardo Dluzniewski |

| 5 de febrero de 1992 | Colombia                        | 2:0 | Brasil | Estadio Defensores del Chaco, Asunción, |                        |
|                      | Ivan Valenciano 40', 67' (pen.) |     |        | Árbitro(s): Pedro Peña                  | Árbitro(s): Pedro Peña |

| 7 de febrero de 1992 | Paraguay                                                                                                   | 7:1     | Perú                 | Estadio Defensores del Chaco, Asunción, |                           |
|                      | Carlos Gamarra 48' (pen.), 55' (pen.) · Gustavo Neffa 70', 82' · José Cardozo 75', 83' · Andrés Duarte 86' | Reporte | 61' Carlos Basombrío | Árbitro(s): Carlos Robles               | Árbitro(s): Carlos Robles |

| 7 de febrero de 1992 | Colombia                                                                              | 4:0     | Venezuela | Estadio Defensores del Chaco, Asunción, |                              |
|                      | Jorge Bermúdez 53' · Faustino Asprilla 70' · Hermán Gaviria 79' · Iván Valenciano 90' | Reporte |           | Árbitro(s): Javier Castrilli            | Árbitro(s): Javier Castrilli |

| 9 de febrero de 1992 | Brasil        | 1:1 | Venezuela           | Estadio Defensores del Chaco, Asunción, |                          |
|                      | Elivélton 69' |     | 37' Edson Rodríguez | Árbitro(s): Jorge Nieves                | Árbitro(s): Jorge Nieves |

| 9 de febrero de 1992 | Paraguay | 0:0 | Colombia | Estadio Defensores del Chaco, Asunción, |  |
|                      |          |     |          | Árbitro(s): Alfredo Rodas               |  |

### Grupo B
| Equipo    | Ptos. | PJ | PG | PE | PP | GF | GC | Dif. |
| --------- | ----- | -- | -- | -- | -- | -- | -- | ---- |
| Ecuador   | 6     | 4  | 3  | 0  | 1  | 11 | 3  | 8    |
| Uruguay   | 6     | 4  | 3  | 0  | 1  | 7  | 3  | 4    |
| Argentina | 5     | 4  | 2  | 1  | 1  | 4  | 3  | 1    |
| Chile     | 1     | 3  | 0  | 1  | 2  | 2  | 7  | –5   |
| Bolivia   | 0     | 3  | 0  | 0  | 3  | 1  | 9  | –8   |

| 2 de febrero de 1992 | Ecuador                                    | 2:0 | Uruguay | Estadio Defensores del Chaco, Asunción, |                            |
|                      | Patricio Hurtado 50' · Eduardo Hurtado 62' |     |         | Árbitro(s): Márcio Rezende              | Árbitro(s): Márcio Rezende |

| 2 de febrero de 1992 | Argentina         | 1:0 | Bolivia | Estadio Defensores del Chaco, Asunción, |                             |
|                      | Diego Simeone 44' |     |         | Árbitro(s): Efigenio Verdún             | Árbitro(s): Efigenio Verdún |

| 4 de febrero de 1992 | Uruguay              | 1:0 | Chile | Estadio Defensores del Chaco, Asunción, |                              |
|                      | Marcelo Saralegui 9' |     |       | Árbitro(s): Renato Marsiglia            | Árbitro(s): Renato Marsiglia |

| 4 de febrero de 1992 | Argentina                  | 1:0 | Ecuador | Estadio Defensores del Chaco, Asunción, |                            |
|                      | Eduardo Berizzo 85' (pen.) |     |         | Árbitro(s): Alberto Tejada              | Árbitro(s): Alberto Tejada |

| 6 de febrero de 1992 | Ecuador                                                                                     | 4:1 | Bolivia            | Estadio Defensores del Chaco, Asunción, |                                 |
|                      | Juan Carlos Chávez 7' (a.g.) · Ángel Fernández 26' · Cléber Chalá 46' · Héctor Carabalí 88' |     | 21' Mauricio Ramos | Árbitro(s): José Joaquín Torres         | Árbitro(s): José Joaquín Torres |

| 6 de febrero de 1992 | Argentina             | 1:1 | Chile             | Estadio Defensores del Chaco, Asunción, |                            |
|                      | José Oscar Flores 58' |     | 84' Juan Castillo | Árbitro(s): Márcio Rezende              | Árbitro(s): Márcio Rezende |

| 8 de febrero de 1992 | Uruguay                                                                         | 4:0 | Bolivia | Estadio Defensores del Chaco, Asunción, |                             |
|                      | Marcelo Saralegui 24' · Marcelo Tejera 42' · Andrés Silva 47' · Luis Chabat 59' |     |         | Árbitro(s): Bonifacio Núñez             | Árbitro(s): Bonifacio Núñez |

| 8 de febrero de 1992 | Ecuador                                                                                   | 5:1 | Chile             | Estadio Defensores del Chaco, Asunción, |                              |
|                      | Eduardo Hurtado 7', 24' · Ángel Fernández 31' · Iván Hurtado 55' · Luis Musrri 61' (a.g.) |     | 53' Juan Castillo | Árbitro(s): Renato Marsiglia            | Árbitro(s): Renato Marsiglia |

| 10 de febrero de 1992 | Chile | No se disputó | Bolivia | Estadio Defensores del Chaco, Asunción, |  |
| |       |               |         | Árbitro(s): Marcio Rezende              |  |
| Las dos selecciones estaban eliminadas, además de loas condiciones climáticas adversas se decidió de común acuerdo no jugar dicho encuentro. |       |               |         |                                         |  |

| 10 de febrero de 1992 | Uruguay                                 | 2:1 | Argentina         | Estadio Defensores del Chaco, Asunción, |                                 |
|                       | Marcelo Saralegui 42' · Diego Dorta 63' |     | 34' Diego Latorre | Árbitro(s): José Joaquín Torres         | Árbitro(s): José Joaquín Torres |

## Fase final
| Equipo   | Ptos. | PJ | PG | PE | PP | GF | GC | Dif. |
| -------- | ----- | -- | -- | -- | -- | -- | -- | ---- |
| Paraguay | 5     | 3  | 2  | 1  | 0  | 2  | 0  | +2   |
| Colombia | 3     | 3  | 1  | 1  | 1  | 4  | 2  | +2   |
| Uruguay  | 3     | 3  | 1  | 1  | 1  | 1  | 3  | –2   |
| Ecuador  | 1     | 3  | 0  | 1  | 2  | 1  | 3  | –2   |

En esta época el ganador obtenía dos puntos, el empate un punto y el perdedor cero puntos.

| 12 de febrero de 1992 | Paraguay           | 1:0 | Ecuador | Estadio Defensores del Chaco, Asunción, |                            |
|                       | Carlos Gamarra 76' |     |         | Árbitro(s): Márcio Rezende              | Árbitro(s): Márcio Rezende |

| 12 de febrero de 1992 | Colombia                                        | 3:0 | Uruguay | Estadio Defensores del Chaco, Asunción, |                              |
|                       | Faustino Asprilla 32', 54' · Víctor Pacheco 68' |     |         | Árbitro(s): Javier Castrilli            | Árbitro(s): Javier Castrilli |

| 14 de febrero de 1992 | Paraguay               | 1:0 | Colombia | Estadio Defensores del Chaco, Asunción, |                              |
|                       | Julio César Yegros 29' |     |          | Árbitro(s): Renato Marsiglia            | Árbitro(s): Renato Marsiglia |

| 14 de febrero de 1992 | Uruguay               | 1:0 | Ecuador | Estadio Defensores del Chaco, Asunción, |                        |
|                       | Marcelo Saralegui 75' |     |         | Árbitro(s): Pablo Peña                  | Árbitro(s): Pablo Peña |

| 16 de febrero de 1992 | Paraguay | 0:0 | Uruguay | Estadio Defensores del Chaco, Asunción, |  |
|                       |          |     |         | Árbitro(s): Álvaro Arboleda             |  |

| 16 de febrero de 1992 | Colombia              | 1:1 | Ecuador          | Estadio Defensores del Chaco, Asunción, |                              |
|                       | Víctor Aristizábal 7' |     | 10' Cléber Chalá | Árbitro(s): Javier Castrilli            | Árbitro(s): Javier Castrilli |

## Estadísticas

### Clasificación general
| Pos. | Selección | Gr. | Ptos. | PJ | PG | PE | PP | GF | GC | Dif. |
| ---- | --------- | --- | ----- | -- | -- | -- | -- | -- | -- | ---- |
| 1    | Paraguay  | A   | 10    | 7  | 4  | 2  | 1  | 10 | 2  | +8   |
| 2    | Colombia  | A   | 10    | 7  | 4  | 2  | 1  | 14 | 3  | +11  |
| 3    | Uruguay   | B   | 9     | 7  | 4  | 1  | 2  | 8  | 6  | +2   |
| 4    | Ecuador   | B   | 7     | 7  | 3  | 1  | 3  | 12 | 6  | +6   |
| 5    | Argentina | B   | 5     | 4  | 2  | 1  | 1  | 4  | 3  | +3   |
|      |           |     |       |    |    |    |    |    |    |      |
| 6    | Brasil    | A   | 5     | 4  | 2  | 1  | 1  | 4  | 4  | 0    |
| 7    | Perú      | A   | 2     | 4  | 1  | 0  | 3  | 6  | 13 | –7   |
| 8    | Chile     | B   | 1     | 3  | 0  | 1  | 3  | 2  | 7  | –5   |
| 9    | Venezuela | A   | 1     | 4  | 0  | 1  | 3  | 1  | 9  | –8   |
| 10   | Bolivia   | B   | 0     | 3  | 0  | 0  | 3  | 1  | 9  | –8   |

## Goleadores
| Jugador              | Selección | Goles |
| -------------------- | --------- | ----- |
| Iván René Valenciano | Colombia  | 5     |
| Carlos Gamarra       | Paraguay  | 4     |
| Marcelo Saralegui    | Uruguay   | 4     |
| Pablo Zegarra        | Perú      | 3     |
| Faustino Asprilla    | Colombia  | 3     |
| Eduardo Hurtado      | Ecuador   | 3     |
| Flavio Maestri       | Perú      | 2     |
| Juan Castillo        | Chile     | 2     |
| Giovane Élber        | Brasil    | 2     |
| Gustavo Neffa        | Paraguay  | 2     |
| José Cardozo         | Paraguay  | 2     |
| Ángel Fernández      | Ecuador   | 2     |
| Cléber Chalá         | Ecuador   | 2     |

## Clasificados para losJuegos Olímpicos
| Bandera de Paraguay | Bandera de Colombia |
| Paraguay            | Colombia            |
| ------------------- | ------------------- |

## Cobertura
Cablevisión Comunicaciones (CVC) y el Sistema Nacional de Televisión (SNT) transmitieron por televisión partidos del torneo.
Canal 13 de Buenos Aires, y Televisión Satelital Codificada de Argentina, transmitió los partidos del seleccionado argentino de fútbol sub-23 en directo y vía satélite a todo el país.
La Cadena Uno de Inravision Colombia, con sus programadoras RTI Producciones, Jorge Barón Televisión y Caracol Televisión transmitió los partidos de la selección Colombia sub-23 en vivo y vía microondas para todo el país. 
La transmisión de los partidos del seleccionado peruano sub-23 estuvo a cargo de ATV conjuntamente con Frecuencia Latina en directo y vía satélite para todo el país.[cita requerida]